# Gumbinnen-Elch

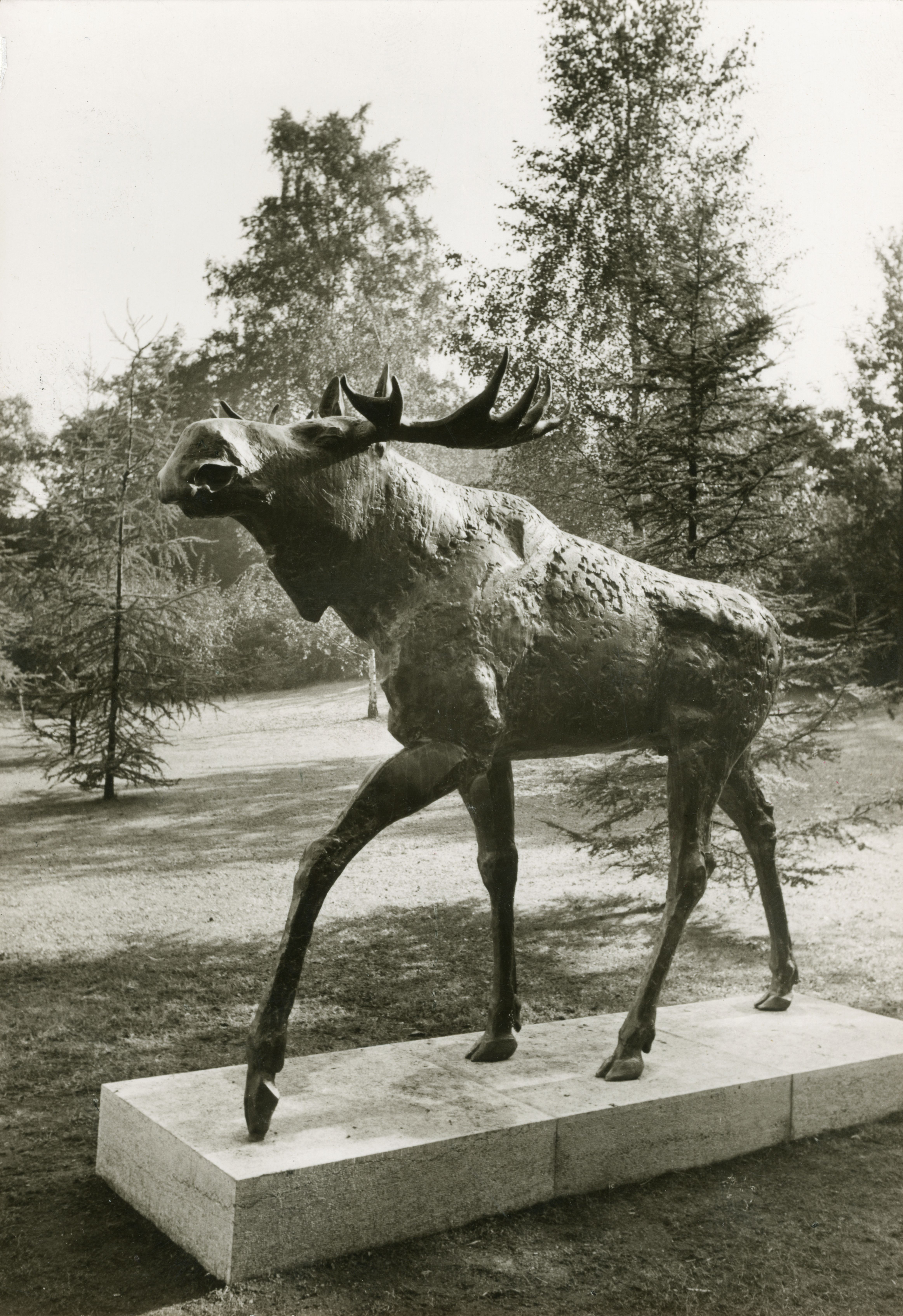
Der Gumbinnen-Elch im Bürgerpark, Bielefeld, 1961

Der im Volksmund bekannte Gumbinnen-Elch ist ein Denkmal im Bürgerpark in Bielefeld zur Erinnerung an den ehemaligen Kreis Gumbinnen, dessen Patenschaft die Stadt übernommen hat. Es wurde von dem Hamburger Bildhauer Hans Martin Ruwoldt entworfen und ist ein Pendant zur Elchstatue, die sich in Gumbinnen (heute Gussew, Russland) befindet.
Das Denkmal soll den Heimatvertriebenen eine Stätte des Andenkens an ihre Heimat sein und wurde passend zum „Tag der Heimat“ am 24. September 1961 vom Oberbürgermeister Rudolf Nierhoff (1897–1988) eingeweiht.

## Beschreibung

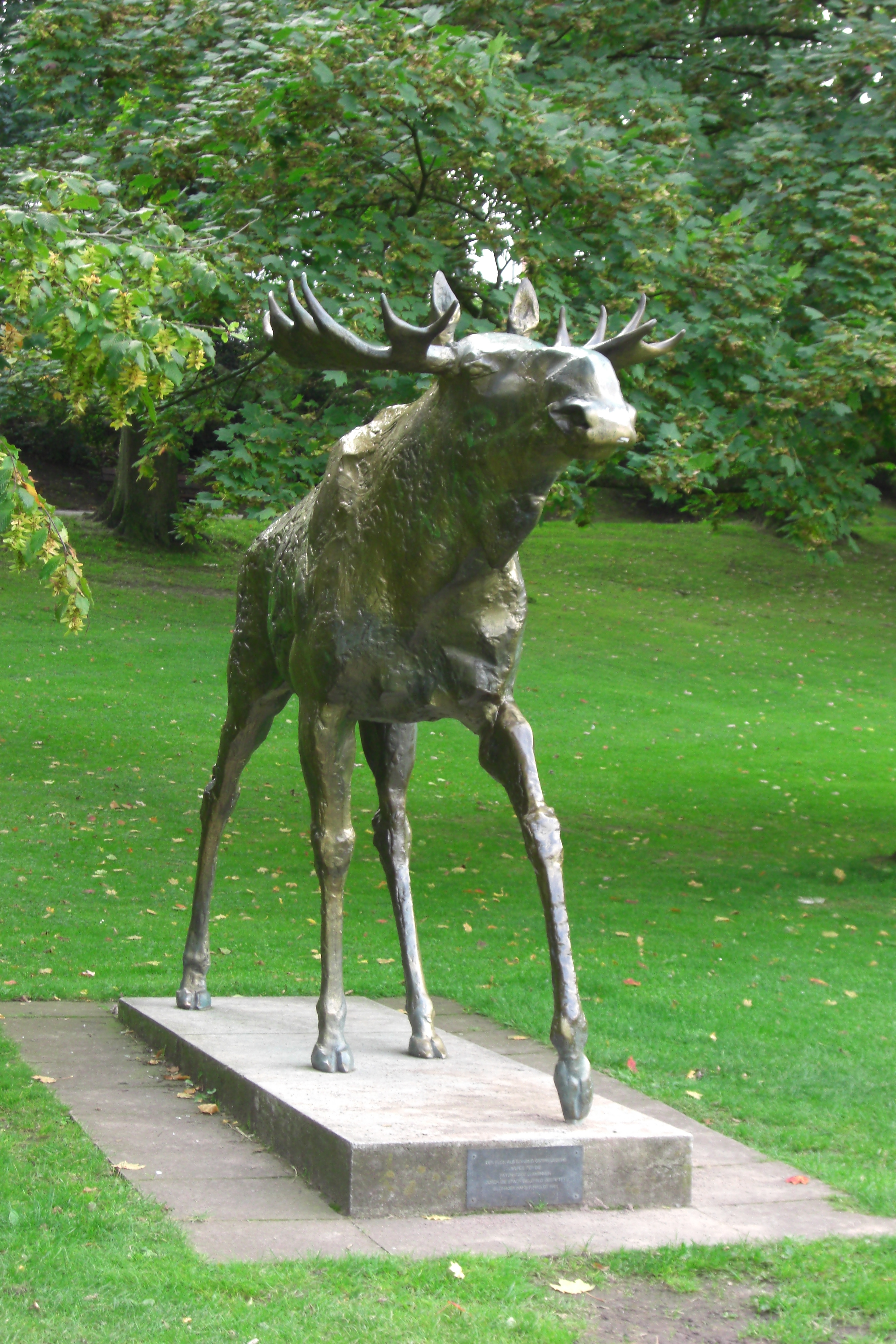
Die Statue im Jahr 2007

Die Bronzestatue zeigt einen überlebensgroßen „ziehenden“ Elch. Die vollplastische Statue ist 3 m lang und 2,75 m hoch – für den europäischen Elch werden die biometrischen Daten mit 2,70 m Länge und 2,16 Widerristhöhe angegeben. Die Statue wiegt etwa 600 kg. Die Sockelplatte sowie das Fundament bestehen aus Kirchheimer Muschelkalkstein.
Die Idee eines „Gumbinner Elch-Denkmals“ in Bielefeld formulierte die Stadtverwaltung erstmals 1958. Die Umsetzung dieser Idee wurde vom ehemaligen Leiter der Kreisgemeinschaft Gumbinnen, Hans Kuntze (1897–1991), wesentlich vorangetrieben. Dieser setzte sich verstärkt für die Erinnerungskultur der heimatvertriebenen Gumbinner ein. Es wurden zwei Gestaltungsvorschläge für das Denkmal eingereicht: Ein Vorschlag kam von dem Künstler Hans Wimmer (1907–1992), der die Umsetzung seines Entwurfs auf 80.000 DM schätzte, und ein weiterer Vorschlag kam vom Bildhauer Hans Martin Ruwoldt, der für seinen Entwurf 25.000 DM ansetzte. Im Juni 1960 beriet dann der „Ausschuss für die Vergabe künstlerischer Arbeiten bei städtischen Bauten“ über ebendiese Gestaltungsvorschläge. Den Zuschlag bekam schließlich Hans Martin Ruwoldt.
Wimmers Vorschlag einer liegenden Darstellung des Elches wurde seitens verschiedener Gumbinnen-Vertreter abgelehnt. Als Argument bezog man sich auf antike Texte (Gaius Iulius Caesar, De bello Gallico, Buch VI, Kap. 27) in denen geschrieben steht, dass sich Elche nicht mal zum Schlafen hinlegen, sondern sich lediglich nur an Bäume anlehnen. Es wurde angenommen, dass sich Elche nur zum Sterben hinlegen. Da es aber Ziel war, die Erinnerung an die damalige Heimat „lebendig“ zu halten, entschied man sich für einen stehenden Elch und schlussendlich für die „ziehende“ Darstellung.

## Finanzierung
Die Kosten für das Denkmal beliefen sich auf 52.000 DM. Die Stadt Bielefeld bezuschusste dies mit einer Summe von 15.000 DM.
Die Kreisgemeinschaft Gumbinnen sammelte ab Mitte 1958 Spenden – den sogenannten Elchgroschen – für das Denkmal. Diese wurden hauptsächlich während Jugendfreizeiten oder bei einigen Kreistreffen zusammengetragen. Diese Spenden deckten aber nur einen geringen Teil der Gesamtsumme.

## Wappentier
Der Elch entwickelte sich zum Wahrzeichen der Gegend und ziert heute sogar das Wappen der Stadt Gussew. Das damalige Wappen der Stadt zeigte statt des Elches den Preußenadler. Aus Gründen einer auch äußerlich deutlichen Abgrenzung gegenüber der preußischen Geschichte der Stadt wurde dies abgeändert, sodass der Elch nun nicht nur Wahrzeichen, sondern auch Wappentier der Stadt ist.

## Elchstatue in Gumbinnen

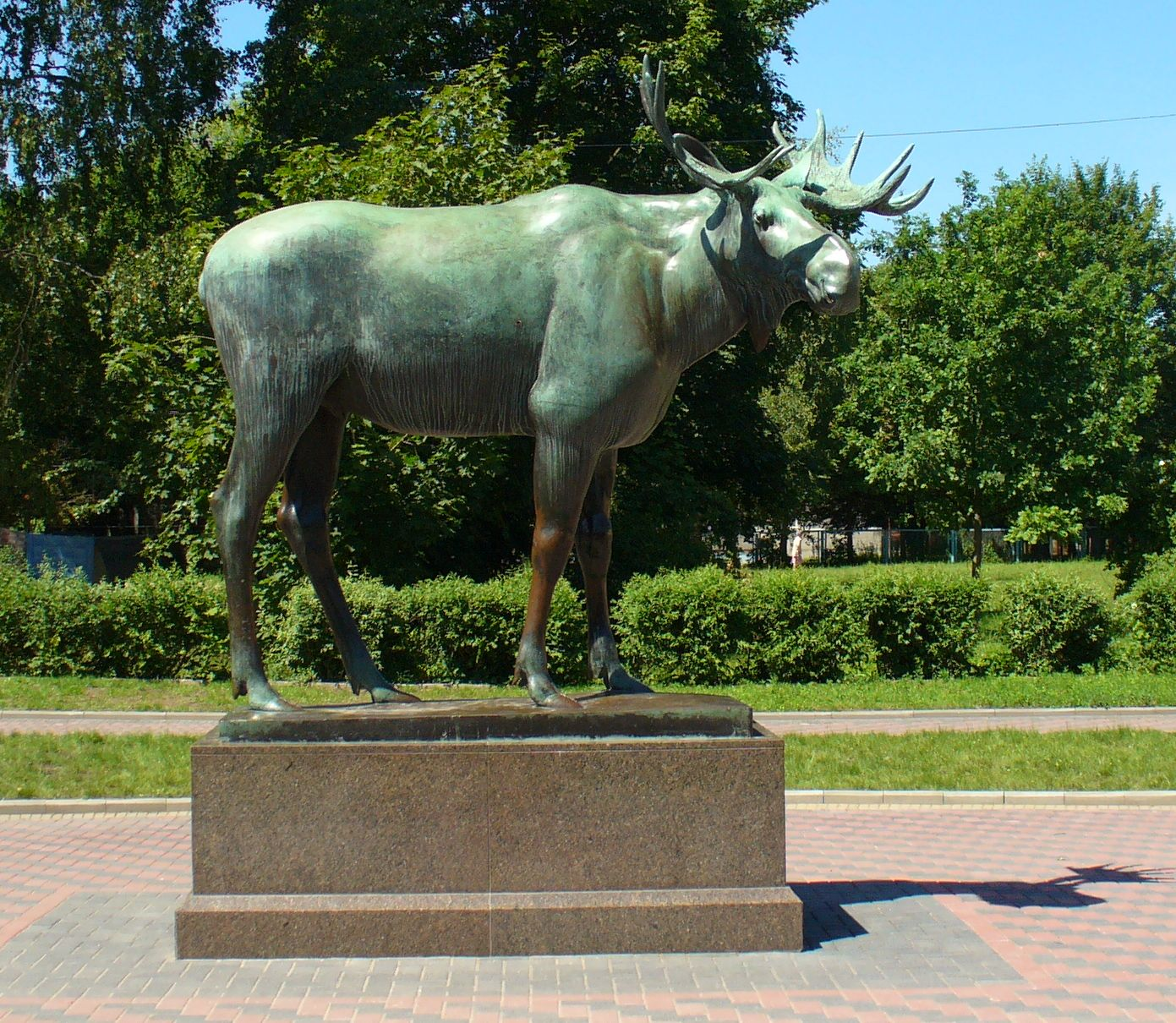
Elchstatue in Gumbinnen

Das Gegenstück des Bielefelder Denkmals ist die Elchstatue in Gumbinnen (heute Gussew, Russland). Anders als das Denkmal in Bielefeld zeigt die Bronzestatue dort einen „Stehenden Elch“. Die Statue hat eine Schulterhöhe von 2,20 m. Die Statue wurde am 24. September 1911 eingeweiht und befindet sich auf dem Magazinplatz. Sie wurde von dem Oberbayerischen Bildhauer Ludwig Vordermayer (1868–1933) entworfen.
In den 1940er Jahren wurde die Elchstatue abgebaut und galt in den nachkommenden Jahren als verschollen. Sie tauchte im Tierpark von Kaliningrad wieder auf und wurde im Mai 1991 nach Gumbinnen (Gussew) zurückgebracht.

## Hintergrund
Gumbinnen war eine Regierungshauptstadt und Kreisstadt in der Provinz Preußen (ab 1878 Ostpreußen). Sie wird erstmals als Dorf im 16. Jahrhundert erwähnt und am 24. Mai 1724 von König Friedrich Wilhelm I. von Preußen zur Stadt erhoben.
Am 3. Juli 1818 wurde der Kreis Gumbinnen gegründet. Dieser bestand aus 175 Landgemeinden sowie 2 Gutsbezirken. Die östliche Grenze des Kreises war nur 18 km von Litauen entfernt. Im Jahr 1939 zählte der Kreis etwa 55.000 Einwohner. Die Stadt Gumbinnen zählte im selben Jahr rund 25.000 Einwohner.
Der Zweite Weltkrieg traf Gumbinnen vor allem in den späteren Kriegsjahren. Am 16. Oktober 1944 wurde die Innenstadt Gumbinnens durch einen Luftangriff verwüstet. In den darauffolgenden Tagen begannen die ersten Bewohner, den Ort zu verlassen. Am 21. Oktober wurde dann der amtliche Räumungsbefehl für die Stadt und den Kreis Gumbinnen bekannt gegeben.
Schlussendlich wurde Gumbinnen am 21. Januar 1945 von der Roten Armee besetzt.
Nach dem Zweiten Weltkrieg kamen viele Flüchtlinge und Vertriebene aus den ehemaligen deutschen Ostgebieten nach Bielefeld. Bis April 1946 waren in Bielefeld 14 Transporte aus dem Osten eingetroffen. Am 31. Juli 1952 lebten in Bielefeld über 34.000 Flüchtlinge und Vertriebene.
1951 wurde erstmals vorgeschlagen, dass die Stadt Bielefeld die Patenschaft für den Kreis Gumbinnen übernehmen soll. Erst 1953 wurde dies offiziell durch die Landsmannschaft Ostpreußen beantragt. Im folgenden Jahr beschloss dann der Rat der Stadt Bielefeld einstimmig die Patenschaft – zunächst nur für die Stadt Gumbinnen – zu übernehmen. Schlussendlich übernahm die Stadt Bielefeld am 15. Mai 1954 die Patenschaft für Stadt und Kreis Gumbinnen. Mit der Patenschaftsübernahme sollte den Heimatvertriebenen eine Stätte des Andenkens geboten werden, wo sie ihre Heimat lebendig halten konnten. Außerdem sollte die Zusammengehörigkeit mit den Heimatvertriebenen gestärkt werden. Mit diesem Hintergedanken entstand schlussendlich auch das „Gumbinner-Elch“ Denkmal.